# Dognácska község
Dognácska község (románul: Comuna Dognecea) község Krassó-Szörény megyében, Romániában. Központja Dognácska, hozzá tartozik Galonya.

## Népessége
A 2011-es népszámlálás adatai alapján a község népessége 2009 fő volt.